# Koungheul
Koungheul è un centro abitato del Senegal, situato nella Regione di Kaffrine e capoluogo del Dipartimento di Koungheul.